# 福星桥 (奉化)
29°31′02.0″N 121°19′02.2″E / 29.517222°N 121.317278°E
福星桥，俗称五洞桥，是中国浙江省宁波市奉化区一座古桥。桥梁位于大堰镇常照村，建成于清光绪二十四年（1898年）。桥梁位于县江上，长90.1米，桥面宽6.3米。桥梁为五孔拱桥，中孔跨径14.9米，其余四孔跨径为12.65米。中孔拱券石刻“福星桥”桥名，边孔南侧刻有“安澜”、“永庆”，中轴线上有五块呈正方形，上分别浮雕松鹤、莲花、竹菊、松鹿等纹饰。1987年2月列入县级文物保护单位，2023年9月1日列入宁波市文物保护单位。